# Phare de Bénodet
Le phare de Bénodet ou feu de la Pyramide est situé en rive gauche de l'Odet sur la commune de Bénodet.
La tour du feu d'une hauteur de 39 mètres, peinte en blanc, constitue l'élément amont de deux alignements : 
- l'un avec le phare de Sainte-Marine / Combrit en rive droite,
- l'autre avec le feu du Coq sur la rive gauche.

Une maison de gardien se trouve de l'autre côté de la route.

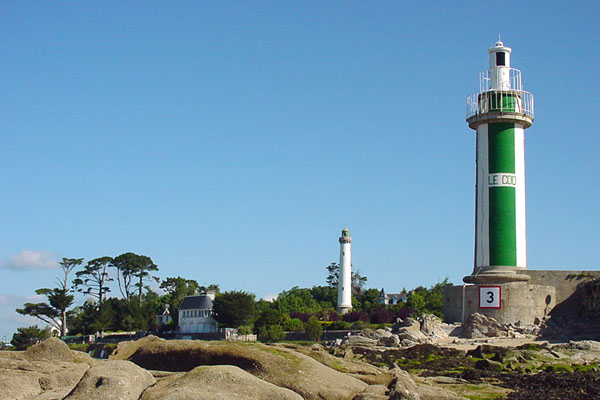
Feu du Coq et feu de la Pyramide en arrière-plan.

## Historique
Le nom du phare provient d'une pyramide de pierres, utilisée en alignement avec un rocher en forme de coq, qui servait à signaler l'embouchure de l'Odet.
Le 15 décembre 1848, le premier phare de la Pyramide est achevé et allumé. Il s'agit d'une tourelle qui mesure alors 9 m de haut et occupe l'espace circulaire se trouvant au bout de la première allée menant au feu actuel.
En 1887, une amélioration du balisage d'entrée dans l'Odet avec alignement est décidée sous la direction de l'ingénieur en chef Louis Plantier. Le phare de Combrit est construit, et le phare de la Pyramide est déplacé et surélevé à 38 mètres afin de servir à deux alignements à la fois.
Il est réalisé en leucogranite breton, roche facilement façonnable. Il est achevé et allumé le 15 mai 1887.
Le 10 août 1944, le phare est décapité à mi-hauteur par les Allemands. Il sera reconstruit à l'identique et rallumé en 1950, avec un feu à occultation toutes les 12 secondes.